# 鲁道夫·比亚吉
鲁道夫·比亚吉（Rodolfo Biagi，1906年3月14日—1969年9月24日），阿根廷杰出的探戈音乐作曲家、指挥家与钢琴演奏家。其为探戈音乐发展和复兴，與胡安·达里恩佐风格（阿根廷探戈音乐四大音乐派别之一）的形成起到了重要的作用。

## 少年
其出生于阿根廷首都布宜诺斯艾利斯的圣丹摩区（San Telmo），在文法学校毕业后，鲁道夫希望开始专注于学习音乐，可是遭到父母反对。由于他一开始想学拉小提琴，父母就和他约定，给他买一把小提琴，但是他要进一所师范学校（Mariano Acosta）。最后，鲁道夫注册了由一家报纸办的音乐学校。在那所学校裡，他开始把兴趣转移到钢琴上。

## 早期乐团生涯
13岁开始，鲁道夫为无声电影播放时现场弹钢琴配乐，他的才华被一位早期的探戈音乐大师Juan Maglio (Pacho)发现。大师把他招到自己的探戈乐队，这时，鲁道夫只有15岁。后来，他又加入了Miguel Orlando的乐队，在俱乐部Maipú Pigall演出。
1930年，探戈歌手José Razzano邀请24岁的鲁道夫同歌王卡洛斯·葛戴尔合作录音。歌王后来邀请鲁道夫到西班牙，可是鲁道夫拒绝了。这之后，他加入过Juan Bautista Guido的乐队，同词作家Juan Bautista Guido合作过，作为Juan Bautista Guido乐队的钢琴师去巴西演出过。离开Juan Bautista Guido的乐队后，他曾停止过一段时间的工作。

## 同胡安·达里恩佐（Juan D'arienzo）相遇
这段不工作的时间，他经常到一个叫Chantecler的俱乐部去消费，这个俱乐部每晚的乐队就是胡安·达里恩佐的乐队，胡安和鲁道夫逐渐成了朋友。胡安乐队里的钢琴师Lidio Fasoli经常迟到，所以一次无奈下，胡安·达里恩佐邀请鲁道夫·比亚吉替代他并加入自己的乐队。这次替代成为阿根廷探戈音乐史上一个重要的事件。可以说没有鲁道夫·比亚吉的加入，就没有今天广为人知的四大探戈音乐学派之一的胡安·达里恩佐音乐。
正是鲁道夫·比亚吉建议他把曲子的拍子从4/8改成更适合舞蹈的2/4。一开始胡安不同意任何风格上的改动，可是有一个晚上，胡安迟到了，乐队在没有他的情况下自行演奏起来，接下来发生的事情可以被称为现象级的。音乐像水一样流淌出来。记载如下：
七月九日，跳舞的人们高兴地拍着手尖叫着，要求达里恩佐继续这种新风格，乐队的队长没有其余选择，只好这样继续了。
（July 9, the public danced with such gusto that when the crowd, shouting and clapping, asked D'Arienzo to continue with that new style, the director had no other choice but to play it all night.）
1935年到1938年间，两个人合作录制了71首录音。这三年成就了胡安·达里恩佐，也成就了鲁道夫·比亚吉，也成就了探戈音乐。鲁道夫·比亚吉和胡安·达里恩佐可以被称为探戈音乐传统派的核心人物，与之相对应的是新探戈音乐的代表人物们弗朗西斯科·卡纳罗（Francisco Canaro）、阿尼巴尔·特洛伊罗 （Anibal Troilo）、尤利奥·德卡罗（Julio de Caro）等人。

## 离开胡安，成立自己的乐队
1938年，鲁道夫离开了胡安·达里恩佐成立了自己的乐队，胡安命令继任的钢琴师Fulvio Salamanca延续前任的风格，从而继续他在探戈界巨大的成功。鲁道夫·比亚吉加入了另外一家大唱片公司Odeón，也加入了另外一家大电台Radio Belgrano。他的乐队则于1938年9月16日在俱乐部Marabú首演。（分道扬镳后两人的乐迷们就一直对立，一派认为比亚吉剽窃了达里恩佐的风格，一派认为达里恩佐的风格完全是比亚吉赋予的）
同鲁道夫·比亚吉合作过的歌手包括：Teófilo Ibáñez（著名的Milonga音乐Campo Afuera就是同他录制的），Andrés Falgás，Jorge Ortiz（乐团最成功的歌手，合作了37首录音），Carlos Acuña和Hugo Duval。Jorge Ortiz和Hugo Duval是Biagi的音乐中最常听到的声音。值得一提的是，鲁道夫的录音中，从来没用过女歌手。
在五十年代的早期，鲁道夫的乐团是阿根廷第一个上了电视的探戈乐团。他后来在很多电视节目中都出现过，还成了13频道Casino Philips（菲律宾赌场）节目的明星。同时，他还是El Mundo电台一个非常有名的节目Glostora Tango Club中的大明星。
同鲁道夫合作过的著名的手风琴手包括Alfredo Attadía, Miguel Bonano，Ricardo Pedevilla。小提琴手包括Marcos Larrosa, Claudio González and Oscar de la Fuente。
鲁道夫自己是乐团的钢琴手，但是同时乐团里他还雇了另外一名钢琴手Juan Carlos Giampé，这位钢琴师星期天会代替鲁道夫。而他自己则要去赛马场赌马。
鲁道夫的最后一次演出是在1969年8月2日的一个叫Hurlingham Club的俱乐部里。41天后，9月24日，他意外地因为突然的血压问题而猝死。
鲁道夫·比亚吉的音乐节奏多变快速，适合高级水准的阿根廷探戈舞者，其钢琴的装饰音是重要特点。